# Demetilmacrocina O-metiltransferasi
La demetilmacrocina O-metiltransferasi è un enzima appartenente alla classe delle transferasi, che catalizza la seguente reazione:
S-adenosil-L-metionina + demetilmacrocina ⇄ S-adenosil-L-omocisteina + macrocina
Il gruppo 2-idrossilico di un residuo di 6-deossi-D-allosio nella demetilmacrocina agisce come un accettore metilico. Non è identico all'enzima macrocina O-metiltransferasi  numero EC 2.1.1.101.